# Coupe d'Europe de ski alpin 1996-1997
Navigation
Édition précédente Édition suivante
La Coupe d'Europe de ski alpin 1996-1997 est la 26e édition de la Coupe d'Europe de ski alpin, compétition de ski alpin organisée annuellement par la Fédération internationale de ski. Elle se déroule du 5 décembre 1996 au 7 mars 1997 dans vingt-sept stations européennes réparties dans neuf pays. Ce sont les Autrichiens Marianna Salchinger et Stephan Eberharter qui remportent les classements généraux.

## Déroulement de la saison
La saison débute le 5 décembre 1996 par un slalom géant à Valloire pour les hommes et le 7 décembre par un slalom à Špindlerův Mlýn pour les femmes. Elle comporte, après annulations et reports, seize étapes masculines et treize étapes féminines réparties dans neuf pays.
Les équipes d'Autriche domine la saison et remporte tous les titres masculins sauf le slalom, ainsi que le général et les deux classements des épreuves de vitesse féminin.
Chez les dames l'Autrichienne Marianna Salchinger, spécialiste des épreuves de vitesse, remporte les deux globes de descente et de super G avec une avance confortable, et le classement général avec 1236 points, quasiment le double des 628 points de sa dauphine italienne Daniela Ceccarelli. La Française Ingrid Jacquemod, vainqueur du titre en géant, complète le podium du classement général, huit petits point derrière Ceccarelli.
Chez les hommes aussi l'équipe Autrichienne réalise un triplé au général, avec la domination de Stephan Eberharter, qui remporte lui aussi les deux globes de vitesse en plus du général. C'est la deuxième fois qu'il remporte le classement général européen après l'édition 1989, devenant ainsi le deuxième athlète à remporter deux fois ce classement après Marcel Sulliger titré en 1992 et 1993. Christian Greber (deuxième du classement de descente et quatrième de celui de super G) est deuxième du classement général avec 770 points, loin des 1309 d'Eberharter, et Heinz Schilchegger (vainqueur en slalom) complète le podium avec 599 points.

### Saison des messieurs
| \| Valloire Serre Chevalier Obereggen Haus im Ennstal Kranjska Gora Donnersbachwald Adelboden Sestrières Val d'Isère La Thuile Sella Nevea Missen Altaussee Krompachy St-Moritz Les Arcs \| Les sites des compétitions |
| Valloire Serre Chevalier Obereggen Haus im Ennstal Kranjska Gora Donnersbachwald Adelboden Sestrières Val d'Isère La Thuile Sella Nevea Missen Altaussee Krompachy St-Moritz Les Arcs                                  |

### Saison des dames
| \| Špindleruv Mlýn Abetone Astún \| Sites des compétitions en Europe (hors des Alpes) |
| Špindleruv Mlýn Abetone Astún                                                         |

| \| Sankt Sebastian Haus im Ennstal Tignes Pra-Loup Bischofswiesen Annaberg Rogla St-Moritz Crans-Montana Les Arcs \| Les sites des compétitions situés dans les Alpes |
| Sankt Sebastian Haus im Ennstal Tignes Pra-Loup Bischofswiesen Annaberg Rogla St-Moritz Crans-Montana Les Arcs                                                        |

## Classement général
Les vainqueurs des classements généraux sont les Autrichiens Marianna Salchinger, skieuse spécialiste des épreuves de vitesse qui remporte également les petits globes de descente et de super G, et Stephan Eberharter, lui aussi spécialiste des épreuves de vitesse et vainqueur des deux petits globes de descente et de super G.
Marianna Salchinger engrange l’essentiel de ses points en descente et en super G, tout comme sa dauphine italienne Daniela Ceccarelli (troisième des classements de descenet et de super G) alors que la troisième, la française Ingrid Jacquemod est une spécialiste du slalom géant (dont elle remporte le classement). Cette domination des spécialistes de la vitesse remarquable si on considère que le calendrier compte plus d'épreuves techniques (dix-huit) que de vitesse (quinze).
Stephan Eberharter brille lui dans trois disciplines différentes, au point de remporter des courses dans les trois : descente et super G dont il remporte les classements, et slalom géant où il se classe deuxième. Son dauphin et compatriote Christian Greber est lui aussi un spécialiste de la vitesse alors que le troisième, un autre autrichien, Heinz Schilchegger est un géantiste.

À noter que cette saison est la première à utiliser le système de points « Top-30 » en vigueur en coupe du monde depuis 1993. Auparavant c'était le système « Top-15 » qui avait cours, celui de la coupe du monde jusqu'en 1991.
| Rang | Nom                    | Points | Victoire(s) | Podium(s) |
| ---- | ---------------------- | ------ | ----------- | --------- |
| 1    | Stephan Eberharter     | 1309   | 6           | 11        |
| 2    | Christian Greber       | 770    | 1           | 5         |
| 3    | Heinz Schilchegger     | 599    | 4           | 6         |
| 4    | Joël Chenal            | 544    |             | 2         |
| 5    | Ulrich Perathoner (it) | 446    |             |           |
| 6    | Jeff Piccard           | 439    |             | 2         |
| 7    | Hans Petter Buraas     | 438    | 1           | 3         |
| 8    | Benjamin Raich         | 421    |             | 3         |
| 9    | Ambrosi Hoffmann       | 399    |             | 2         |
| 10   | Michael Walchhofer     | 391    | 1           | 2         |

| Rang | Nom                       | Points | Victoire(s) | Podium(s) |
| ---- | ------------------------- | ------ | ----------- | --------- |
| 1    | Marianna Salchinger       | 1236   | 5           | 10        |
| 2    | Daniela Ceccarelli        | 628    | 1           | 5         |
| 3    | Ingrid Jacquemod          | 620    | 1           | 5         |
| 4    | Paola Mosca Barberis (it) | 574    | 1           | 3         |
| 5    | Sandra Hälldahl (it)      | 549    | 3           | 4         |
| 6    | Elena Tagliabue (it)      | 545    | 2           | 4         |
| 7    | Anna Larionova (it)       | 530    | 3           | 5         |
| 8    | Trine Bakke               | 469    | 2           | 4         |
| 9    | Nataša Bokal              | 455    | 2           | 3         |
| 10   | Ruth Kündig (it)          | 385    |             | 2         |

## Classements de chaque discipline
Les noms en gras remportent les titres des disciplines.

### Descente
Chez les femmes l'Autrichienne Marianna Salchinger marque son territoire d'entrée en remportant les deux premières descentes, à domicile à Haus im Ennstal. Mais la Russe Anna Larionova (it) relève le gant avec deux victoires et une deuxième place lors des trois suivantes, là où l'Autrichienne doit se contenter de deux secondes places. Puis les deux adversaires remporte chacune une des trois dernières descentes, et elles finissent donc la saison avec cinq podiums dont trois victoires chacune. Néanmoins Salchinger s'est montré plus régulière et l'emporte cent-quatrante-et-un points d'avance. L'Italienne Daniela Ceccarelli complète le podium, en en ayant complété quatre pendant la saison.
Chez les hommes la saison se joue entre deux skieurs autrichiens, Stephan Eberharter et Christian Greber. C'est d’abord Greber qui prend les devants, dès les première descentes de Haus im Ennstal en remportant la première et termine troisième de la seconde. Eberharter se relance avec les suivantes et deux podiums. Puis c'est un troisième autrichien, coureur de coupe du monde venu sur le circuit européen pour les épreuves de La Thuile qui vient arbitrer le match : Roland Assinger vient gagner les deux descentes, laissant Greber deux fois deuxième. Mais finalement Eberharter remporte les deux dernière descente de la saison, à Saint-Moritz et double son compatriote sur le fils. Le Suisse Ambrosi Hoffmann complète le podium, tandis qu'on retrouve cinq Autrichiens dans le Top-10.
| Rang | Nom                    | Points | Victoire(s) | Podium(s) |
| ---- | ---------------------- | ------ | ----------- | --------- |
| 1    | Stephan Eberharter     | 493    | 2           | 4         |
| 2    | Christian Greber       | 456    | 1           | 4         |
| 3    | Ambrosi Hoffmann       | 355    |             | 2         |
| 4    | Lorenzo Galli (it)     | 287    |             | 1         |
| 5    | Edi Dreschl (it)       | 274    |             | 1         |
| 6    | Michael Walchhofer     | 257    | 1           | 2         |
| 7    | Ulrich Perathoner (it) | 231    |             |           |
| 8    | Urs Lehmann            | 220    | 1           | 3         |
| 9    | Peter Pen              | 215    | 1           | 1         |
| 10   | Roland Assinger        | 200    | 2           | 2         |

| Rang | Nom                       | Points | Victoire(s) | Podium(s) |
| ---- | ------------------------- | ------ | ----------- | --------- |
| 1    | Marianna Salchinger       | 610    | 3           | 5         |
| 2    | Anna Larionova (it)       | 469    | 3           | 5         |
| 3    | Daniela Ceccarelli        | 313    |             | 4         |
| 4    | Elena Tagliabue (it)      | 270    | 1           | 1         |
| 5    | Paola Mosca Barberis (it) | 239    |             | 1         |
| 6    | Kate Pace                 | 186    | 1           | 1         |
| 7    | Selina Heregger           | 186    |             | 2         |
| 8    | Céline Dätwyler (it)      | 186    |             |           |
| 9    | Grete Strøm (it)          | 185    | 1           |           |
| 10   | Ruth Kündig (it)          | 182    |             |           |

### Super G
Chez les femmes l'Autrichienne Marianna Salchinger remporte le premier super G de la saison à Haus im Ennstal, puis plus trad un deuxième à Pra-Loup. Surtout elle signe cinq podiums en sept course, et remporte le classement de la spécialité avec plus de cent-cinquante points d'avance. Les Italiennes Paola Mosca Barberis (it) et Daniela Ceccarelli en terminent deuxième et troisième. Les Italiennes qui sont d'ailleurs cinq dans le Top-10 de la spécialité.
Chez les hommes la saison ne comporte que six Super G, et l'Autrichien Stephan Eberharter en remporte la moitié, les deux premiers et le dernier, en plus d'une troisième place. Il remporte logiquement le globe de la spécialité, devant son compatriote Rainer Salzgeber et le Français Sébastien Fournier-Bidoz.
| Rang | Nom                      | Points | Victoire(s) | Podium(s) |
| ---- | ------------------------ | ------ | ----------- | --------- |
| 1    | Stephan Eberharter       | 422    | 3           | 4         |
| 2    | Rainer Salzgeber         | 306    | 1           | 2         |
| 3    | Sébastien Fournier-Bidoz | 214    |             | 2         |
| 4    | Christian Greber         | 192    |             | 1         |
| 5    | Jeff Piccard             | 185    |             | 2         |
| 6    | Erik Seletto             | 180    | 1           | 2         |
| 7    | Ulrich Perathoner (it)   | 151    |             |           |
| 8    | Jernej Koblar (de)       | 148    | 1           | 1         |
| 9    | Zachary Crist (de)       | 145    |             |           |
| 10   | Daniel Uznik (de)        | 144    |             |           |

| Rang | Nom                       | Points | Victoire(s) | Podium(s) |
| ---- | ------------------------- | ------ | ----------- | --------- |
| 1    | Marianna Salchinger       | 498    | 2           | 5         |
| 2    | Paola Mosca Barberis (it) | 335    | 1           | 2         |
| 3    | Daniela Ceccarelli        | 308    |             | 1         |
| 4    | Elena Tagliabue (it)      | 275    | 1           | 3         |
| 5    | Andreja Potisk Ribič (it) | 256    |             | 2         |
| 6    | Marion Berger (it)        | 194    |             | 1         |
| 7    | Ruth Kündig (it)          | 192    |             | 2         |
| 8    | Monika Tschirky (it)      | 157    |             |           |
| 9    | Selina Heregger           | 136    |             | 1         |
| 10   | Antonella Marquis (it)    | 126    |             |           |

### Géant
Chez les femmes la Suédoise Sandra Hälldahl (it) remporte le premier géant de la saison à Sankt Sebastian devant la Française Ingrid Jacquemod, qui remporte le deuxième le lendemain. L'Espagnole Ana Galindo Santolaria, qui court sur le circuit mondial jusque là, s'aligne au départ des deux géants suivant à Bischofswiesen, et les remporte. Hälldahl en remporte encore deux, dont le dernier de la saison, mais ces trois victoires sont ces seuls podiums là où Jacquemod se contente d'une victoire mais est plus régulière sur l'ensemble de la saison, et compte cinq podiums en neuf slaloms géants. Cette régularité lui permet de remporter le globe de la spécialité avec cent points d'avance sur la Suédoise. L'italienne Tiziana De Martin Tropanin (it) complète le podium
Chez les hommes c'est l'Autrichien Heinz Schilchegger qui s'impose d'entrée en remportant les deux géants d'ouverture à Valloire, puis enchaîne avec un trois sur trois à Kranjska Gora. Il signe trois autres podiums dont une quatrième victoire dans la saison, et remporte le classement de la spécialité avec cent-soixante-quatre points d'avance sur son compatriote Stephan Eberharter. L'Italien Arnold Rieder termine troisième avec deux-cent-soixante-quinze points, moins de la moitié de ceux de Schilchegger.
| Rang | Nom                 | Points | Victoire(s) | Podium(s) |
| ---- | ------------------- | ------ | ----------- | --------- |
| 1    | Heinz Schilchegger  | 560    | 4           | 6         |
| 2    | Stephan Eberharter  | 394    | 1           | 2         |
| 3    | Arnold Rieder       | 275    |             | 2         |
| 4    | Bernhard Knauß (de) | 250    | 2           | 2         |
| 5    | Stefan Curra (de)   | 236    |             | 1         |
| 6    | Jeff Piccard        | 217    |             |           |
| 7    | Jesper Brugge (it)  | 205    |             | 1         |
| 8    | Frédéric Covili     | 195    |             | 1         |
| 9    | Joël Chenal         | 188    |             |           |
| 10   | Didier Plaschy      | 169    |             |           |

| Rang | Nom                             | Points | Victoire(s) | Podium(s) |
| ---- | ------------------------------- | ------ | ----------- | --------- |
| 1    | Ingrid Jacquemod                | 484    | 1           | 5         |
| 2    | Sandra Hälldahl (it)            | 384    | 3           | 3         |
| 3    | Tiziana De Martin Tropanin (it) | 352    |             | 3         |
| 4    | Sonia Viérin                    | 330    | 1           | 1         |
| 5    | Martina Fortkord (it)           | 226    |             | 2         |
| 6    | Fujiko Sekino (it)              | 220    | 1           | 2         |
| 7    | Merete Fjeldavlie               | 205    |             | 1         |
| 8    | Ana Galindo Santolaria (es)     | 200    | 1           | 1         |
| 9    | Tanja Poutiainen                | 200    |             | 2         |
| 10   | Ylva Nowén                      | 160    | 1           | 2         |

### Slalom
Chez les femmes l'Autrichienne Elfi Eder remporte les deux premiers slaloms à Špindlerův Mlýn. Skieuse de Coupe du monde ce sont néanmoins ses deux seuls slaloms de la saisons sur le circuit européen. La saison de slalom connait ensuite un grand trou puisque les suivants ne surviennent que fin janvier à Annaberg, deux slaloms que remporte la Slovène Nataša Bokal. Puis c'est la Norvégienne Trine Bakke qui s'impose. Elle en remportera un deuxième dans la saison pour quatre podiums en tout. C'est elle qui remporte le classement avec soixante points d'avance sur Bokal, et l'Australienne Zali Steggall termine troisième (chose rare pour une skieuse non européenne). Autre détail remarquable de ce classement : neuf nations sont représentées dans le Top-10.
Chez les Hommes la saison est extrêmement disputée. Huit vainqueurs différents en neuf slaloms, seul le Français François Simond en remporte deux. Deux victoires qui ne lui permettent que de glaner la septième place du classement de la spécialité. Ses compatriotes Joël Chenal et Richard Gravier n'en remporte aucun : Chenal doit se « contenter » de deux deuxièmes places pour seuls podiums, Gravier de deux troisièmes places. Pourtant avec trois-cent-cinquante-six les deux se placent en tête du classement de la spécialité, et ce sont ces podiums qui permettent de les départager : Joël Chenal devant Richard Gravier. Un petit point derrière c'est un troisième français qui complète de podium : Pierre Violon (it), un podium intégralement français qui se joue un un petit point. Les français qui sont d'ailleurs six dans le top-10.
| Rang | Nom                  | Points | Victoire(s) | Podium(s) |
| ---- | -------------------- | ------ | ----------- | --------- |
| 1    | Joël Chenal          | 356    |             | 2         |
| 2    | Richard Gravier      | 356    |             | 2         |
| 3    | Pierre Violon (it)   | 355    | 1           | 3         |
| 4    | Simone Vicquery (it) | 338    |             | 3         |
| 5    | Benjamin Raich       | 329    |             | 3         |
| 6    | Hans Petter Buraas   | 271    | 1           | 3         |
| 7    | François Simond      | 268    | 2           | 2         |
| 8    | Max Ancenay (it)     | 195    |             | 1         |
| 9    | Éric Rolland         | 189    | 1           | 1         |
| 10   | Andrej Miklavc       | 182    | 1           | 1         |

| Rang | Nom                     | Points | Victoire(s) | Podium(s) |
| ---- | ----------------------- | ------ | ----------- | --------- |
| 1    | Trine Bakke             | 469    | 2           | 4         |
| 2    | Nataša Bokal            | 409    | 2           | 3         |
| 3    | Zali Steggall           | 312    |             | 2         |
| 4    | Mónica Bosch (it)       | 289    |             | 2         |
| 5    | Martina Accola          | 280    | 1           | 3         |
| 6    | Veronika Kappaurer (it) | 278    | 2           | 2         |
| 7    | Linda Ydeskog (it)      | 236    | 0           | 3         |
| 8    | Elfi Eder               | 200    | 2           | 2         |
| 9    | Sibylle Brauner (de)    | 198    | 1           | 2         |
| 10   | Edith Rozsa (de)        | 187    |             | 1         |

## Calendrier et résultats

### Messieurs
| N° | Lieu            | Date             | Épreuve  | Vainqueur           | Deuxième                       | Troisième                  |
| -- | --------------- | ---------------- | -------- | ------------------- | ------------------------------ | -------------------------- |
| 1  | Valloire        | 5 décembre 1996  | Géant    | Heinz Schilchegger  | Jesper Brugge (it)             | Benjamin Raich             |
| 2  | Valloire        | 6 décembre 1996  | Géant    | Heinz Schilchegger  | Ian Piccard                    | Hans Petter Buraas         |
| 3  | Serre Chevalier | 8 décembre 1996  | Slalom   | Matthew Grosjean    | Max Ancenay (it)               | Matej Jovan (it)           |
| 4  | Serre Chevalier | 9 décembre 1996  | Slalom   | Martin Hansson      | Kiminobu Kimura                | Matthew Grosjean           |
| 5  | Obereggen       | 11 décembre 1996 | Super G  | Stephan Eberharter  | Jeff Piccard                   | Christian Greber           |
| 6  | Haus im Ennstal | 18 décembre 1996 | Descente | Christian Greber    | Edi Dreschl (it)               | Michael Walchhofer         |
| 7  | Haus im Ennstal | 19 décembre 1996 | Descente | Peter Pen           | Ambrosi Hoffmann               | Christian Greber           |
| 8  | Haus im Ennstal | 20 décembre 1996 | Super G  | Stephan Eberharter  | Patrick Wirth                  | Frédéric Marin-Cudraz (it) |
| 9  | Kranjska Gora   | 8 janvier 1997   | Slalom   | Andrej Miklavc      | Kiminobu Kimura                | Mika Marila                |
| 10 | Kranjska Gora   | 8 janvier 1997   | Géant    | Heinz Schilchegger  | Harald Christian Strand Nilsen | Stefan Curra (de)          |
| 11 | Donnersbachwald | 10 janvier 1997  | Slalom   | Hans Petter Buraas  | Simone Vicquery (it)           | Pierre Violon (it)         |
| 12 | Donnersbachwald | 11 janvier 1997  | Slalom   | Kalle Palander      | Benjamin Raich                 | Hans Petter Buraas         |
| 13 | Adelboden       | 16 janvier 1997  | Géant    | Fredrik Nyberg      | Alois Vogl                     | Jernej Koblar (de)         |
| 14 | Adelboden       | 17 janvier 1997  | Géant    | Marco Büchel        | Johan Wallner                  | Stephan Eberharter         |
| 15 | Sestrières      | 25 janvier 1997  | Descente | Michael Walchhofer  | Stephan Eberharter             | Urs Lehmann                |
| 16 | Val d'Isère     | 27 janvier 1997  | Super G  | Jernej Koblar (de)  | Daron Rahlves                  | Stephan Eberharter         |
| 17 | Val d'Isère     | 29 janvier 1997  | Descente | Urs Lehmann         | Graydon Oldfield (it)          | Stephan Eberharter         |
| 18 | Val d'Isère     | 30 janvier 1997  | Descente | Kevin Wert          | Jason Rosener (en)             | Urs Lehmann                |
| 19 | La Thuile       | 4 février 1997   | Descente | Roland Assinger     | Christian Greber               | Stephan Eberharter         |
| 20 | La Thuile       | 5 février 1997   | Descente | Roland Assinger     | Christian Greber               | Hermann Maier              |
| 21 | La Thuile       | 6 février 1997   | Super G  | Rainer Salzgeber    | Erik Seletto                   | Jeff Piccard               |
| 22 | La Thuile       | 7 février 1997   | Super G  | Erik Seletto        | Hermann Maier                  | Sébastien Fournier-Bidoz   |
| 23 | Sella Nevea     | 11 février 1997  | Géant    | Heinz Schilchegger  | Matteo Belfrond                | Frédéric Covili            |
| 24 | Sella Nevea     | 12 février 1997  | Géant    | Bernhard Knauß (de) | Heinz Schilchegger             | Matteo Belfrond            |
| 25 | Sella Nevea     | 13 février 1997  | Slalom   | Éric Rolland        | Joël Chenal                    | Richard Gravier            |
| 26 | Missen          | 16 février 1997  | Slalom   | Pierre Violon (it)  | Joël Chenal                    | Simone Vicquery (it)       |
| 27 | Altaussee       | 18 février 1997  | Géant    | Bernhard Knauß (de) | Heinz Schilchegger             | Arnold Rieder              |
| 28 | Krompachy       | 23 février 1997  | Slalom   | François Simond     | Pierre Violon (it)             | Kévin Page                 |
| 29 | Krompachy       | 24 février 1997  | Slalom   | François Simond     | Benjamin Raich                 | Simone Vicquery (it)       |
| 30 | Saint-Moritz    | 1er mars 1997    | Descente | Stephan Eberharter  | Ambrosi Hoffmann               | Daniel Dorigo (it)         |
| 31 | Saint-Moritz    | 2 mars 1997      | Descente | Stephan Eberharter  | Christian Forrer               | Lorenzo Galli (it)         |
| 32 | Saint-Moritz    | 3 mars 1997      | Super G  | Stephan Eberharter  | Sébastien Fournier-Bidoz       | Rainer Salzgeber           |
| 33 | Les Arcs        | 6 mars 1997      | Géant    | Stephan Eberharter  | Arnold Rieder                  | Alexander Prosch (it)      |
| 34 | Les Arcs        | 7 mars 1997      | Slalom   | Gaëtan Llorach      | Angelo Weiss                   | Richard Gravier            |

### Dames
| N° | Lieu            | Date             | Épreuve  | Vainqueur                   | Deuxième                        | Troisième                       |
| -- | --------------- | ---------------- | -------- | --------------------------- | ------------------------------- | ------------------------------- |
| 1  | Špindlerův Mlýn | 7 décembre 1996  | Slalom   | Elfi Eder                   | Veronika Kappaurer (it)         | Linda Ydeskog (it)              |
| 2  | Špindlerův Mlýn | 8 décembre 1996  | Slalom   | Elfi Eder                   | Linda Ydeskog (it)              | Zali Steggall                   |
| 3  | Sankt Sebastian | 12 décembre 1996 | Géant    | Sandra Hälldahl (it)        | Ingrid Jacquemod                | Tiziana De Martin Tropanin (it) |
| 4  | Sankt Sebastian | 13 décembre 1996 | Géant    | Ingrid Jacquemod            | Ingrid Helander (sv)            | Katja Koren                     |
| 6  | Haus im Ennstal | 18 décembre 1996 | Descente | Marianna Salchinger         | Selina Heregger                 | Veronika Thanner (it)           |
| 7  | Haus im Ennstal | 19 décembre 1996 | Descente | Marianna Salchinger         | Selina Heregger                 | Merete Fjeldavlie               |
| 8  | Haus im Ennstal | 20 décembre 1996 | Super G  | Marianna Salchinger         | Ruth Kündig (it)                | Ashley Davenport (it)           |
| 9  | Tignes          | 8 janvier 1997   | Descente | Anna Larionova (it)         | Marianna Salchinger             | Daniela Ceccarelli              |
| 10 | Tignes          | 9 janvier 1997   | Descente | Elena Tagliabue (it)        | Anna Larionova (it)             | Daniela Ceccarelli              |
| 11 | Tignes          | 10 janvier 1997  | Super G  | Elena Tagliabue (it)        | Marianna Salchinger             | Daniela Ceccarelli              |
| 12 | Pra-Loup        | 14 janvier 1997  | Descente | Anna Larionova (it)         | Marianna Salchinger             | Daniela Ceccarelli              |
| 13 | Pra-Loup        | 15 janvier 1997  | Descente | Marianna Salchinger         | Daniela Ceccarelli              | Brigitte Obermoser              |
| 14 | Pra-Loup        | 16 janvier 1997  | Super G  | Marianna Salchinger         | Elena Tagliabue (it)            | Paola Mosca Barberis (it)       |
| 15 | Pra-Loup        | 17 janvier 1997  | Super G  | Paola Mosca Barberis (it)   | Marianna Salchinger             | Andreja Potisk Ribič (it)       |
| 16 | Bischofswiesen  | 21 janvier 1997  | Géant    | Ana Galindo Santolaria (es) | Tiziana De Martin Tropanin (it) | Ingrid Jacquemod                |
| 17 | Bischofswiesen  | 22 janvier 1997  | Géant    | Ana Galindo Santolaria (es) | Ingrid Jacquemod                | Kirsten L. Clark                |
| 18 | Annaberg        | 24 janvier 1997  | Slalom   | Nataša Bokal                | Mónica Bosch (it)               | Martina Accola                  |
| 19 | Annaberg        | 25 janvier 1997  | Slalom   | Nataša Bokal                | Martina Accola                  | Trine Bakke                     |
| 20 | Rogla           | 28 janvier 1997  | Géant    | Sandra Hälldahl (it)        | Martina Fortkord (it)           | Merete Fjeldavlie               |
| 21 | Rogla           | 29 janvier 1997  | Slalom   | Trine Bakke                 | Sandra Hälldahl (it)            | Linda Ydeskog (it)              |
| 22 | Saint-Moritz    | 7 février 1997   | Descente | Kate Pace                   | Paola Mosca Barberis (it)       | Anna Larionova (it)             |
| 23 | Saint-Moritz    | 8 février 1997   | Descente | Anna Larionova (it)         | Mélanie Suchet                  | Sovrana Welf (it)               |
| 24 | Saint-Moritz    | 9 février 1997   | Super G  | Marianne Bréchu (it)        | Marianna Salchinger             | Elena Tagliabue (it)            |
| 25 | Crans-Montana   | 10 février 1997  | Géant    | Fujiko Sekino (it)          | Ingrid Jacquemod                | Tanja Poutiainen                |
| 26 | Crans-Montana   | 11 février 1997  | Géant    | Ylva Nowén                  | Tanja Poutiainen                | Fujiko Sekino (it)              |
| 27 | Abetone         | 14 février 1997  | Géant    | Sonia Viérin                | Annemarie Gerg                  | Ylva Nowén                      |
| 28 | Abetone         | 15 février 1997  | Slalom   | Martina Accola              | Trine Bakke                     | Zali Steggall                   |
| 29 | Astún           | 17 février 1997  | Slalom   | Sibylle Brauner (de)        | Nataša Bokal                    | Christel Pascal                 |
| 30 | Astún           | 18 février 1997  | Slalom   | Trine Bakke                 | Sibylle Brauner (de)            | Mónica Bosch (it)               |
| 31 | Les Arcs        | 5 mars 1997      | Super G  | Sophie Lefranc-Duvillard    | Marion Berger (it)              | Andreja Potisk Ribič (it)       |
| 32 | Les Arcs        | 5 mars 1997      | Super G  | Andreja Potisk Ribič (it)   | Selina Heregger                 | Ruth Kündig (it)                |
| 33 | Les Arcs        | 6 mars 1997      | Géant    | Sandra Hälldahl (it)        | Martina Fortkord (it)           | Tiziana De Martin Tropanin (it) |
| 33 | Les Arcs        | 7 mars 1997      | Slalom   | Veronika Kappaurer (it)     | Alenka Dovžan                   | Roberta Serra (it)              |